# Milky Way Project

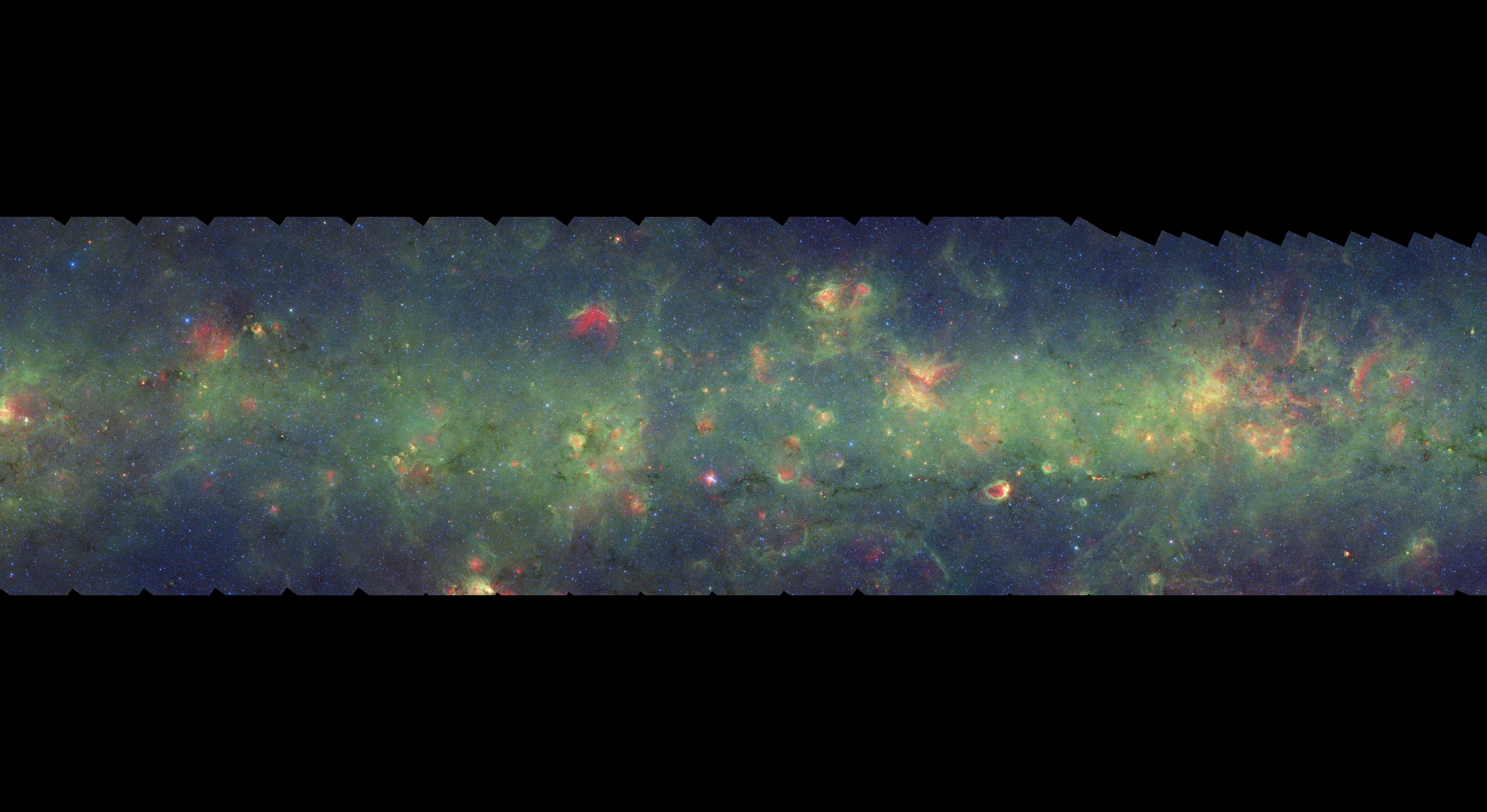
Projekt bazuje na zdjęciach w podczerwieni uzyskanych dzięki programom GLIMPSE-MIPSGAL

Fragment Drogi Mlecznej w gwiazdozbiorze Skorpiona – Kosmiczny Teleskop Spitzera

Milky Way Project – jeden z ogólnodostępnych internetowych projektów astronomicznych, zapoczątkowanych projektem Galaxy Zoo.
Z projektu Galaxy Zoo wywodzi się zakrojona na szeroką skalę inicjatywa nazwana  Zooniverse, do której należą m.in. takie zoo-projekty jak: Galaxy Zoo Mergers, Galaxy Zoo Supernovae, Solar Stormwatch, Galaxy Zoo Hubble, Moon Zoo, czy też New Horizons: Ice Hunters. Celem Zooniverse jest stworzenie miejsca dla całego pakietu projektów, które pozwolą każdemu, kto ma dostęp do internetu, przyczynić się do rozwoju nauki. Wszystkie z nich wykorzystują możliwości internetu poprzez udział internautów w badaniach naukowych, wspierających projekty badawcze opracowane przez astronomów, a które wymagają udziału dużej liczby uczestników.
Celem Milky Way Project jest dokonanie klasyfikacji i pomiarów naszej galaktyki – Drogi Mlecznej.
Milky Way Project to wspólne przedsięwzięcie Adler Planetarium z Chicago oraz Zooniverse.
Badania opierają się na zdjęciach uzyskanych dla programów naukowych Galactic Legacy Infrared Mid-Plane Survey Extraordinaire (GLIMPSE) oraz Multiband Imaging Photometer for Spitzer Galactic Plane Survey (MIPSGAL) przez Kosmiczny Teleskop Spitzera.

## Badania i cele naukowe
Głównym celem projektu jest wyszukiwanie i opisywanie na dostarczanych uczestnikom projektu zdjęciach (fragmentów Drogi Mlecznej w podczerwieni) tzw. baniek, czyli olbrzymich obszarów gazu i pyłu. Bańki stanowią część cyklu życia gwiazd i są wytwarzane przez gorące gwiazdy, a gorące gwiazdy najczęściej występują w gromadach złożonych z kilkuset, a nawet kilku tysięcy gwiazd o małej masie. Gorące gwiazdy żyją zbyt krótko, by oddalić się od chmur, w których powstały. Oznacza to, że każda bańka to kilkaset, a nawet kilka tysięcy bardzo młodych gwiazd. Niektóre z nich udało się już zlokalizować podczas badań, które stały się inspiracją dla tego projektu, jednak celem jest znaleźć ich jak najwięcej. Dzięki temu powstanie szczegółowy obraz nie tylko samych baniek, ale całej Drogi Mlecznej. Dzięki pomocy internautów astronomowie będą się mogli dowiedzieć, jak rozłożone są bańki w Drodze Mlecznej i przez to lepiej zrozumieć procesy prowadzące do powstawania nowych gwiazd w naszej galaktyce oraz jakie, dotąd niezbadane cechy pyłu sprawiają, że odgrywa on w tym procesie tak ważną rolę.
Na zdjęciach pojawiają się również inne obiekty, takie jak zielone węzły, gromady gwiazd, ciemne mgławice, młode gwiazdy, pozostałości po supernowych oraz nieznane wcześniej galaktyki. Jeśli uczestnik zauważy coś niezwykłego, koniecznie powinien to zaznaczyć, używając funkcji flagowania. Zespół naukowy projektu chce zlokalizować te obiekty, a następnie wykorzystać odkrycia użytkowników do dalszych obserwacji.

## Uczestnictwo
Udział w projekcie może wziąć każdy, kto zarejestruje się na stronie projektu oraz zapozna z działaniem interfejsu, który służy do klasyfikacji oraz oznaczania wszystkich interesujących obiektów.